# Raquel Eidelman Cohen
Pour les articles homonymes, voir Eidelman.
Raquel Eidelman Cohen (1922 – 21 octobre 2020) est une pédopsychiatre péruviano-américaine spécialisée dans la gestion des catastrophes. Elle compte parmi les premières femmes admises à la Harvard Medical School en 1945. Autorité internationale sur les conséquences psychologiques et sociales des catastrophes, elle travaille sur des crises telles que l'exode de Mariel en 1980, l'ouragan Mitch en 1998 et les attentats du 11 septembre 2001.

## Vie et éducation
Née à Lima en 1922 dans une famille juive russe ayant émigré pour fuir la conscription, elle grandit au sein de la petite communauté juive locale,. Diplômée en sciences de l'Université nationale de San Marcos (1942), elle obtient un master en santé publique à Harvard (1945) avant de décrocher son doctorat en médecine en 1949,.

## Carrière
Elle occupe des postes clés à Harvard, dont celui de directrice associée du laboratoire de psychiatrie communautaire, et dirige plusieurs centres de santé mentale à Boston et Miami. Distinguée par de nombreux prix, elle œuvre pour la reconnaissance des professionnels hispaniques et est conseillère pour le programme des camps de réfugiés cubains lors de l'exode de Mariel. Entre 1990 et 2000, elle dirige le Children's Center au bureau du procureur général de Floride, gérant des cas d'abus sexuels sur mineurs.

## Contributions
Spécialiste des conséquences psychologiques des catastrophes, elle écrit des manuels pour former les travailleurs humanitaires en Amérique latine et dans les Caraïbes. Ses travaux ont influencé la formation à distance pour les secours mondiaux et le développement de programmes de gestion de crise, incluant la lutte contre le terrorisme.

## Vie personnelle
Mariée en 1947, elle a trois enfants. Raquel Cohen décède chez elle à Miami le 21 octobre 2020.

## Distinctions
En 1976, elle reçoit le Vestermark Psychiatry Educator Award de l'American Psychiatric Association pour l'excellence dans l'enseignement, et en 1979, elle obtient le prix Paul Revere de la Massachusetts Public Health Association. En 1992, elle est honorée du prix Simon Bolivar de l'American Psychiatric Association, en reconnaissance de ses efforts dévoués en faveur des professionnels hispaniques,.
Elle est consultante pour l'Organisation panaméricaine de la santé, les écoles publiques de Boston et membre de l'American Psychiatric Association.